# ویکتوریا (مجموعه تلویزیونی بریتانیایی)
ویکتوریا یک مجموعه تلویزیونی درام بریتانیایی است که توسط دیزی گودوین ساخته شده و جنا کولمن در آن نقش ملکه ویکتوریا را ایفا می‌کند.
این سریال اولین بار ۲۸ اوت ۲۰۱۶ از آی تی وی پخش شد. این سریال با دوبله فارسی از مهرماه ۱۳۹۶ از شبکه من‌وتو در حال پخش است.

## داستان
اولین سری این مجموعه تلویزیونی داستان سال‌های آغازین سلطنت ملکه ویکتوریا است؛ ملکه‌ای که در سن ۱۸ سالگی به سلطنت رسید. در سری اول همچنین به داستان دوستی او با لرد ملبورن، ازدواج او با شاهزاده آلبرت و سرانجام به دنیا آمدن اولین فرزند او، ویکتوریا، می‌پردازد. در سری دوم این مجموعه نیز تلاش و مبارزه او برای مدیریت نقش خود به عنوان ملکه را نشان می‌دهد.

## بازیگران
- جنا کولمن در نقش ملکه ویکتوریا
- تام هیوز در نقش شاهزاده آلبرت
- پیتر بولز در نقش آرتور ولزلی
- نل هادسون در نقش دوشیزه اسکرت
- تامی نایت در نقش آرچیبالد برودی
- نایجل لیندزی در نقش رابرت پیل
- پال ریس در نقش جان
- آدریان شیلر در نقش آقای پنج
- پیتر فرث در نقش ارنست آگوستوس
- الکس جنینگز در نقش لئوپولد یکم
- روفوس سوئل در نقش ویلیام لمب وایکنت ملبورن
- گای الیور-واتس
- لیو سوتر

## قسمت‌ها
- قسمت اول

«الکساندرینا»ی هجده ساله به عنوان ملکه انتخاب می‌شود و از آن پس زندگی‌اش برای همیشه تغییر پیدا می‌کند.
او دیگر در قصر«کنزینکتون» زیر نظر «کونروی»، مشاور سختگیر مادرش، مخفی نخواهد بود بلکه نامش را به «ویکتوریا» تغییر داده و با «ملبورن»، نخست وزیر کاریزماتیکش، دوره‌ی جدیدی را شروع خواهد کرد. اما بی‌تجربگی ویکتوریا باعث اشتباهات و رسوایی‌اش می‌شود...
- قسمت دوم

استعفای ملبورن از سمت نخست وزیری، ضربه‌ی سختی برای ویکتوریا است؛ در حالی که «کونروی» بلندپرواز و عمویش، «کامبرلند»، بر ضد او نقشه می‌کشند، ملکه در شرایطی متزلزل، نقشه‌ی خطرناکی برای بازگرداندن ملبورن به قدرت می‌کشد.
اما سرسختی او تهدیدی برای پایه‌های قدرتش محسوب می‌شود...
- قسمت سوم

لئوپولد، عموی ملکه، آلبرت را به عنوان همسر آینده به او پیشنهاد می‌کند و پس از آن است که رقابت خواستگارهای ملکه با همدیگر شروع می‌شود.
اگرچه ویکتوریا مصمم است به تنهایی سلطنت کند، لئوپولد به درستی متوجه می‌شود بی‌تفاوتی ملکه برای ازدواج، به ارتباط و هماهنگی او و ملبورن ارتباط دارد...
- قسمت چهارم

پرنس آلبرت، ویکتوریا را در موضع دفاعی قرار داده، اما او با وجود آن‌که خودش را بی‌تفاوت نشان می‌دهد، تلاش می‌کند احساس واقعی‌اش را نیز پنهان کند.
او باید با تصمیم‌گیری دشواری برای انتخاب میان ملبورن و آلبرت روبرو شود…
- قسمت پنجم

پس از آنکه تلاش ویکتوریا برای تثبیت جایگاه آلبرت توسط مجلس رد می‌شود، ملکه ویکتوریا و نامزدش نگران آینده و رابطه‌شان با همدیگر می‌شوند.
در ادامه هر چه آن‌ها به زمان عروسی نزدیکتر می‌شوند، تنش‌ها هم بیشتر می‌شود، آیا سرانجام ویکتوریا و آلبرت می‌توانند با گذشت زمان با یکدیگر به تفاهم برسند؟
- قسمت ششم

خوشبختی و اقتدار زوج سلطنتی پس از آنکه دوک «ساسکس» در ملاء عام آلبرت را تحقیر می‌کند، در معرض تهدید قرار گرفته.
ویکتوریا از نارضایتی آلبرت نگران می‌شود و تلاش می‌کند از هر حیله و نیرنگی استفاده کند تا او احترامی را که سزاوارش است به‌دست آورد. اما آلبرت برای نشان دادن ارزش خودش می‌خواهد به روش دیگری عمل کند...
- قسمت هفتم

خبر حاملگی ملکه ویکتوریا برای همه غافلگیرکننده است و او حالا باید جانشین خودش را تعیین کند. در حالی که او آلبرت را انتخاب کرده، از طرفی عده‌ای از محافظه‌کاران از جانشین شدن یک شاهزادهٔ آلمانی عصبانی هستند و از سوی دیگر تمایل آلبرت به قدرت هم هنوز برآورده نشده و سفر آنها به شمال هم با تنش‌های زیادی روبرو خواهد شد...
- قسمت هشتم

ویکتوریا باردار است اما تلاش می‌کند به هر قیمتی استقلال خودش را حفظ کند… اما پس از تلاش برای سوءقصد به ملکه اوضاع تغییر می‌کند و او دچار وحشت می‌شود.
در ادامه ملکه با آلبرت درگیری‌ها و مشکلاتی پیدا می‌کند…
- قسمت اول سری دوم

در حالی که ارتش انگلستان مجبور به عقب نشینی از افغانستان و ترک کابل شده است . ویکتوریا در حال سپری کردن دوران نقاهت بعد از زایمان است . آلبرت برای ناراحت نکردن ویکتوریا تمام مسائل مربوط به ارتش و جنگ را از او مخفی کرده و بعد از اینکه ویکتوریا متوجه میشود که ارتش شکست خورده و 40000 سرباز کشته شده اند از پنهان کاری های همسرش و نخست وزیر جدید آقای رابرت پیل عصبانی میشود و همین موضوع باعث بروز اختلافات زیادی میان آلبرت و ویکتوریا میشود . در این قسمت ویکتوریا سعی دارد جایگاه سابق خودش در کشور را بدست بیاورد و به کشورش روحیه بدهد .